# Acanthaceae
Acantaceele (Acanthaceae) este o familie plante dicotiledonate erbacee, arbustive, rareori arborescente, care cuprinde 250 de genuri cu cca 2500 de specii, răspândite în zona tropicală și subtropicală. Doar un singur gen, Acanthus, este nativ pentru Europa. În România vegetează o singură specie, Acanthus balcanicus (talpa ursului) în locuri însorite, stâncoase, în sud-vestul țării.

## Legături externe
Materiale media legate de Acantacee la Wikimedia Commons